# Marta Vincenzi
Marta Vincenzi est une femme politique italienne née le 27 mai 1947 à Gênes.
Elle fait partie des députés européens de la 6e législature au sein du groupe du Parti socialiste européen.
En 2007, elle remporte l'élection et devient maire de Gênes. En 2012, elle se présente pour un deuxième mandat mais est vaincue par Marco Doria.